# Gadella macrura
Gadella macrura is een straalvinnige vissensoort uit de familie van de diepzeekabeljauwen (Moridae). De wetenschappelijke naam van de soort is voor het eerst geldig gepubliceerd in 2000 door Sazonov & Shcherbachev.